# Deins Kaņepējs
Deins Kaņepējs, né le 5 octobre 1995 à Pļaviņas, est un coureur cycliste letton.

## Palmarès
- 2014
  - 5e étape de la XSports Kauss Cup
- 2015
  - 3e du championnat de Lettonie sur route espoirs
- 2016
  - Chrono de Riga
- 2017
  -  Champion de Lettonie sur route espoirs
  - Gran Premio Primavera de Ontur
  - 3e étape du Tour de Quanzhou Bay
  - 2e du Tour d'Estonie
  - 2e du championnat de Lettonie du contre-la-montre espoirs
- 2019
  - 1re étape de la XSports Kauss Cup

## Classements mondiaux
| Année                                 | 2015  | 2016  | 2017 | 2018  | 2019  |
| ------------------------------------- | ----- | ----- | ---- | ----- | ----- |
| Classement mondial                    |       | 1033e | 624e | 2340e | 1612e |
| UCI Europe Tour                       | 1166e | 1007e | 362e | nc    | 1071e |
| UCI Asia Tour                         | nc    | 247e  | nc   | 469e  |       |
|                                       |       |       |      |       |       |
| Légende : nc = non classéSource : UCI |       |       |      |       |       |